# Bieżuń
Bieżuń ist eine Kleinstadt im Powiat Żuromiński der Woiwodschaft Masowien in Polen. Sie ist Sitz der gleichnamigen Stadt-und-Land-Gemeinde mit 4903 Einwohnern (Stand 31. Dezember 2020).

## Geografie
Die Stadt liegt am Fluss Wkra, etwa 65 Kilometer nördlich von Płock und 130 Kilometer nordwestlich der Hauptstadt Warschau.

## Geschichte
1372 wurde zum ersten Mal eine Fischersiedlung in Privatbesitz erwähnt. Das Stadtrecht erhielt die Siedlung 1406 von Siemowit IV. nach Kulmer Recht. Die Stadt erhielt zugleich das Recht, montags einen Markt abzuhalten. Während dieser Zeit war die Stadt ein wichtiges Handelszentrum. 1519 wurde das Stadtrecht durch Sigismund I. erweitert, es durften jetzt dreimal im Jahr Jahrmärkte abgehalten werden. Das erste Zeichen einer Selbstverwaltung durch die Einwohner stammt aus dem Jahr 1520 mit der Erwähnung eines Bürgermeisters.
Während der Zweiten Teilung Polens wurde die Stadt Teil Preußens. 1807 wurde die Stadt Teil des Herzogtums Warschau und acht Jahre später Teil Kongresspolens. Im 18. Jahrhundert war die Blütezeit des Ortes. Während des Januaraufstands 1863 fanden in der Nähe der Stadt kleinere Gefechte statt. 1870 verlor die Stadt Bieżuń ihr Stadtrecht.
Im Jahr 1939 marschierte die Wehrmacht ein. Der Ort im Powiat Sierpc wurde Teil des deutschen Landkreises Sichelberg und vorläufig in Lauffen umbenannt. 1945 erfolgte der Einmarsch der Roten Armee.
Das Stadtrecht erhielt Bieżuń erst 1994 wieder.

## Gemeinde
Zur Stadt-und-Land-Gemeinde (gmina miejsko-wiejska) Bieżuń gehören die Stadt selbst und 26 Dörfer mit Schulzenämtern.

## Museen und Sehenswürdigkeiten
- Historisches Museum seit 1974
- Kirche der Heiligen Dreifaltigkeit, errichtet 1766, um einen hölzernen Glockenturm erweitert

## Wirtschaft
Die Wirtschaft ist hauptsächlich landwirtschaftlich geprägt, unter anderem durch Geflügelzucht und Gewächshäuser.